# Grimley
Grimley – wieś w Anglii, w hrabstwie Worcestershire, w dystrykcie Malvern Hills. Leży 6 km na północ od miasta Worcester i 167 km na północny zachód od Londynu.